# Lauttakylä
Lauttakylä är en tätort (finska: taajama) och centralort i Vittis stad (kommun) i landskapet Satakunta i Finland. Vid tätortsavgränsningen den 31 december 2021 hade Lauttakylä 6 543 invånare och omfattade en landareal av 22,16 kvadratkilometer.
Genom orten rinner åarna Loimijoki och Punkalaitumenjoki. I Lauttakylä finns den medeltida stenkyrkan Vittis kyrka.